# Anzin-Saint-Aubin
Anzin-Saint-Aubin es un municipio francés situado en el departamento de Pas-de-Calais, en la región Nord-Pas-de-Calais, en el distrito de Arras. Su población, según el censo de 1999, era de 2.470 habitantes.
Está integrado en la Communauté urbaine d'Arras.

## Demografía
| 960 | 1052 | 1278 | 1726 | 2543 | 2470 |
| Para los censos de 1962 a 1999 la población legal corresponde a la población sin duplicidades (Fuente: INSEE [Consultar]) |      |      |      |      |      |